# Kuni Kuniyoshi
 Vương tước Kuni Kuniyoshi (久邇宮邦彦王 (Cửu Nhĩ cung Bang Ngạn Vương) Kuni-no-miya Kuniyoshi ō, 23 tháng 6 năm 1873 – 29 tháng 6 năm 1929) là thành viên của hoàng tộc Nhật Bản và là nguyên soái trong Lục quân Đế quốc Nhật Bản trong 2 thời kỳ Minh Trị và Đại Chính. Ông chính là cha của Hương Thuần Hoàng hậu (vợ của Chiêu Hòa Thiên hoàng), và là ông ngoại của Thiên hoàng Akihito.

## Tiểu sử

### Đầu đời
Vương tước Kuni Kuniyoshi sinh ra ở Kyoto, là con trai thứ ba của Thân vương Kuni Asahiko (Kuni-no-miya Asahiko Shinnō) với thị nữ Isume Makiko. Cha của ông, Hoàng thân Asahiko (còn được gọi là Shōren-no-miya Sun'yu hay Vương tước Nagakawa-no-miya Asahiko), là con trai của Thân vương Fushimi Kuniye (Fushimi-no-miya Kuniie Shinnō), người đứng đầu một trong những chi họ của Hoàng gia Nhật Bản. Năm 1872, Minh Trị Thiên hoàng đã ban cho Hoàng thân Asahiko cung hiệu là Cửu Nhĩ cung, cho phép ông lập nên những chi nhánh mới của gia đình hoàng gia.
Vương tước Kuniyoshi đã trở thành người thừa kế gia tộc sau khi cha mình qua đời vào ngày 29 tháng 10 năm 1891. Anh em cùng cha khác mẹ của ông, Hoàng thân Asaka Yasuhiko, Hoàng thân Higashikuni Naruhiko, Hoàng thân Nashimoto Morimasa và Hoàng thân Kaya Kuninori, tất cả đã thành lập và đứng đầu các chi nhánh mới của hoàng gia trong thời kỳ Minh Trị.

### Sự nghiệp quân sự
Vương tước Kuni Kuniyoshi tốt nghiệp lớp 7 của Trường Sĩ quan Lục quân Đế quốc Nhật Bản vào năm 1897 với tư cách là một trung úy, và được thăng cấp trung úy vào tháng 2 năm 1899 và trở thành thuyền trưởng vào tháng 3 năm 1901. Được thăng cấp thiếu tá trong bộ binh vào tháng 11 năm 1904, trong Chiến tranh Nga-Nhật, ông được bổ nhiệm vào đội quân của Tướng Kuroki Tamemoto, chỉ huy của Quân đoàn 1 IJA. Do các công việc đáng kể liên quan đến chiến tranh của mình, ông đã được trao tặng Huân chương Cánh diều vàng (hạng 4). Sau đó, ông tốt nghiệp trường Đại học Chiến tranh Quân đội và được bổ nhiệm vào Trung đoàn 3 của Sư đoàn Vệ binh Hoàng gia.
Từ năm 1907 đến 1910, ông học chiến thuật quân sự ở Đức và gắn bó với Trung đoàn thứ hai của đội vệ binh Phổ. Ông được thăng cấp trung tá vào tháng 4 năm 1908 và lên đại tá vào tháng 12 năm 1910. Khi trở về Nhật Bản, Vương tước Kuni đã tăng lên cấp bậc thiếu tướng vào tháng 8 năm 1913 và được chỉ huy của Trung đoàn Bộ binh 38. Sau đó, ông chỉ huy Lực lượng Vệ binh Hoàng gia Nhật Bản và thăng cấp bậc trung tướng vào tháng 8 năm 1917 và chỉ huy của Sư đoàn 15 IJA. Song song với mệnh lệnh đó, ông cũng đã nhận được chức vụ khác là linh mục trưởng của đền Meiji.
Vương tước Kuni trở thành một Sĩ quan cấp tướng toàn diện và là thành viên của Bộ Tổng tham mưu Quân đội Hoàng gia Nhật Bản vào tháng 8 năm 1923. Một người ủng hộ sớm cho ngành hàng không quân sự, một trong những người bảo hộ của ông là Yamamoto Isoroku, vị đô đốc tương lai và là tổng tư lệnh của Hải quân Đế quốc Nhật Bản. Vào ngày 27 tháng 6 năm 1929 (hai ngày trước khi ông qua đời), Thiên hoàng Hirohito thăng cấp cho ông lên cấp bậc danh dự của nguyên soái và trao cho ông Grand Cordon của Huân chương Tối cao của Hoa cúc.
Vương tước Kuni đã qua đời ngay sau khi ông đến biệt thự của mình tại Atami, vì một triêu chứng của một căn bệnh cấp tính không được tiết lộ.

## Danh dự
- Grand Cordon của Huân chương Mặt trời mọc với Hoa Paulownia (tháng 11 năm 1893)
- Grand Cordon của Huân chương Hoa cúc (tháng 11 năm 1903)
- Huân chương Cánh diều vàng, Lớp 4 (Tháng 4 năm 1906)
- Hớn. Hiệp sĩ Grand Cross của Huân chương Hoàng gia Victoria (GCVO) (1909)
- Cổ áo của hoa cúc (27 tháng 1 năm 1929)

## Hôn nhân và gia đình

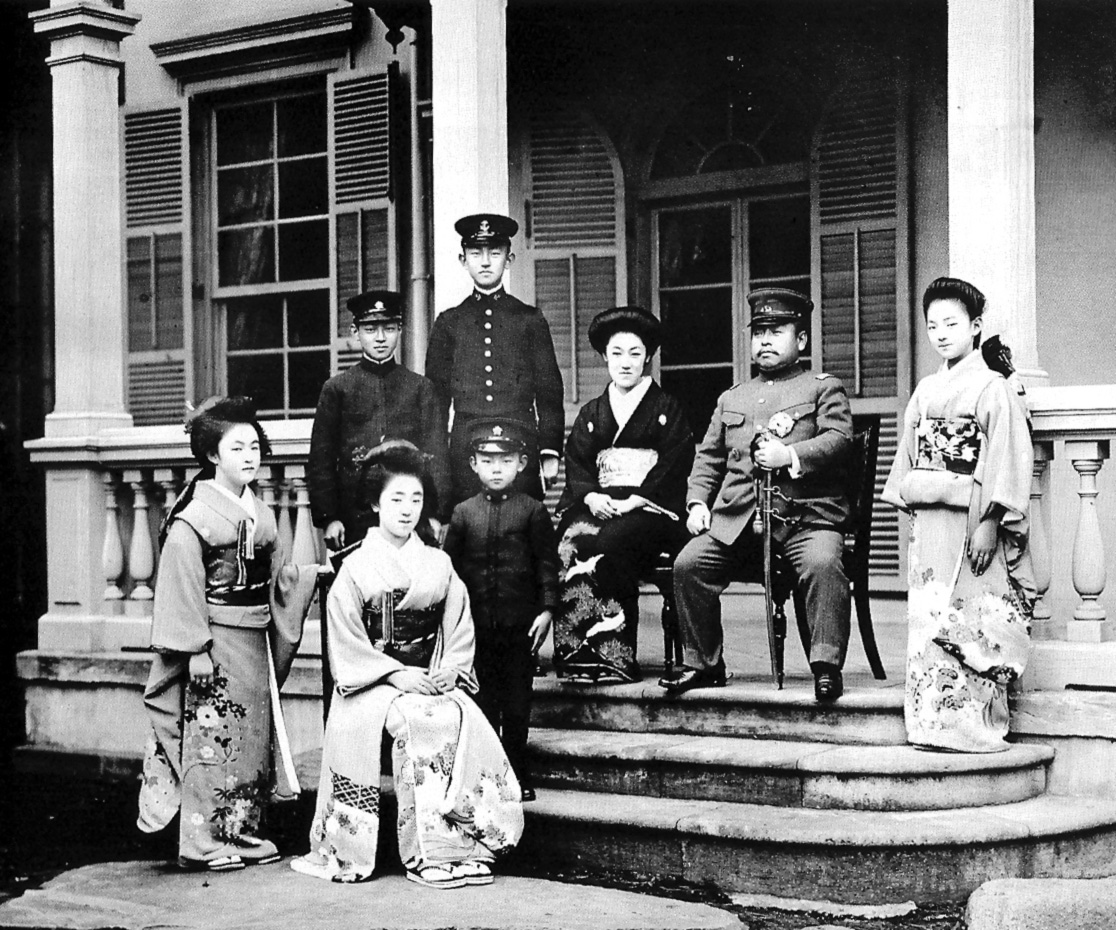
Vương tước Kuni và gia đình ông năm 1920

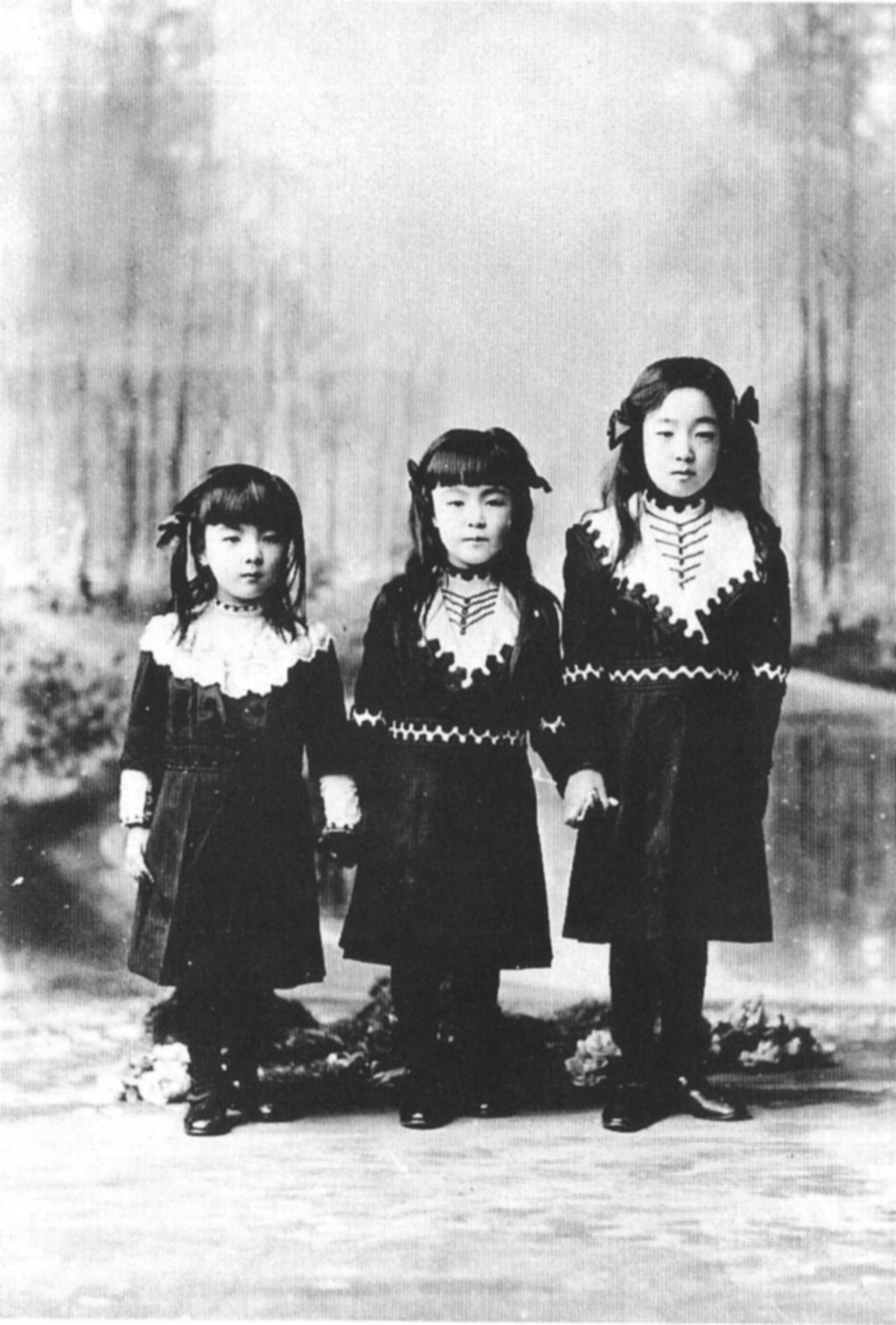
Từ trái sang phải: 3 người con gái của Vương tước Kuni: Nữ vương Satoko,Nữ vương Nobuko và Nữ vương Nagako (sau này là Hương Thuần Hoàng hậu) vào năm 1912

Vào ngày 13 tháng 12 năm 1889, Hoàng tử Kuni Kuniyoshi kết hôn với Shimazu Chikako (19 tháng 10 năm 1879 - 9 tháng 9 năm 1956), con gái thứ bảy của Hoàng thân Shimazu Tadayoshi, vị Lãnh chúa cuối cùng của Phiên Satsuma. Cuộc hôn nhân thực chất là một liên minh giữa hoàng tộc và gia tộc Lãnh chúa Satsuma.Vợ chồng ông có với nhau 6 người con:
1. Vương tước Kuni Asaakira (久邇宮朝融王 (Cửu Nhĩ cung Triều Dung vương)? 2 tháng 2 năm 1901 – 3 tháng 12 năm 1959)
2. Hầu tước Kuni Kunihisa (久邇邦久 (Cửu Nhĩ Bang cửu)? 20 tháng 3 năm 1902 – 5 tháng 3,1935)
3. Nữ vương Kuni Nagako (香淳皇后/良子女王 (Hương Thuần Hoàng hậu/Lương tử Nữ vương)? 6 tháng 3 năm 1903 – 16 tháng 6,2000) phu nhân Thiên hoàng Hirohito (hay Thiên hoàng Chiêu Hòa) vào năm 1924.
4. Nữ vương Kuni Nobuko (信子女王 (Tín tử Nữ vương)? 30 tháng 3 năm 1904 – 8 tháng 11 năm 1945)
5. Nữ vương Kuni Satoko (智子女王 (Trí tử Nữ vương)? 1 tháng 11 năm 1906 – 15 tháng 11 năm 1989)
6. Bá tước Higashifushimi Kunihide (東伏見慈洽 (Đông Phục Kiến Từ Hiệp)? 10 tháng 5 năm 1910 – 1 tháng 1 năm 2014)